# جیمز فینلیسون
جیمز هندرسون فینلِـیسون (انگلیسی: James Henderson Finlayson؛ ‏ زاده ۲۷ اوت ۱۸۸۷ – درگذشته ۹ اکتبر ۱۹۵۳) بازیگر آمریکایی اسکاتلندی‌تبار بود که در کمدی‌های صامت و ناطق فراوانی نقش‌آفرینی نمود. وی با سری طاس و سبیل‌های مصنوعی، نمادها و حرکات خاص طنز فراوانی داشت و به خاطر تنگ کردن چشم‌ها، نحوهٔ عصبانیت، «چرخاندن ناگهانی سر بر اثر جا خوردن یا خشم» و تکیه‌کلام «دوووووه!» و همچنین وجه تقابل و رقیب لورل و هاردی در فیلم‌هایشان در یادها مانده‌است. فینلیسون با نام‌های مستعار مختلفی شناخته می‌شد. به گفته پژوهشگر و زندگی‌نامه‌نویس لورل و هاردی، رندی اسکرتوت، وی «خود را جیمی می‌نامید، و در میان مردم با نام "جیم" شناخته می‌شد و امروزه بیشتر با عنوان "فین" شناخته می‌شود» - شاید به این دلیل که او نقش شخصیتی به نام «فین» را در فیلم روابط ما و شخصیت دیگری به نام «میکی فین» را در فیلم به‌سوی غرب بازی می‌کرد، یا به احتمال بیشتر به این دلیل که، «فین» شکل کوتاه‌شده و مخففی از نام‌خانوادگی او بود.

## اوایل زندگی و حرفه تئاتر
جیمز در لاربرت استرلینگ‌شر در اسکاتلند به‌دنیا آمد. پدرش الکساندر فینلیسون و مادرش ایزابلا هندرسون نام داشتند. جیمز پیش از اینکه حرفهٔ بازیگری را دنبال کند، کارگر قلع‌سازی بود. او عضوی از «گروه نمایش جان کلاید» بود و در سال ۱۹۱۰ در «سالن نمایش سلطنتی ادینبورگ» در نقش جیمی رتکلیف در نمایشنامه «قلب میدلوزین» (اثر والتر اسکات) ظاهر شد.
یک سال بعد (۱۹۱۱) با فوت پدر و مادرش، در سن ۲۴ سالگی همراه با برادرش، «رابرت» به ایالات متحده آمریکا مهاجرت کرد. در ماه مه ۱۹۱۲ در شهر نیویورک در نقش یک کارآگاه که هویت خود را در لباس یک دهاتی اسکاتلندی با لهجه غلیظ مخفی کرده بود، در تئاتر «بازی بزرگ» «سالن نمایش دالی» هنرنمایی کرد. «جیمز فینلیسون فرصتی عالی پیش روی خود دید (و آن را از دست نداد) تا دو شخصیت متفاوت را در یک نمایش ایفا کند: یک اسکاتلندی عامی و ساده‌لوح و همچنین یک کارآگاه باهوش و مصمم. نکته قابل توجه این است که او موفق شد از عهده هر دو نقش به خوبی برآید.»
وی بعدها توانست نقش «راب بیگار» را در تئاتر برادوی در نمایشی به نام «بانتی پارتی‌بازی می‌کند» اثر گراهام مافت از آنِ خود کند و سرانجام در سال ۱۹۱۶ از یک تور کشوری تئاتر کناره‌گیری کرد تا حرفه بازیگری خود را در هالیوود پی گیرد.

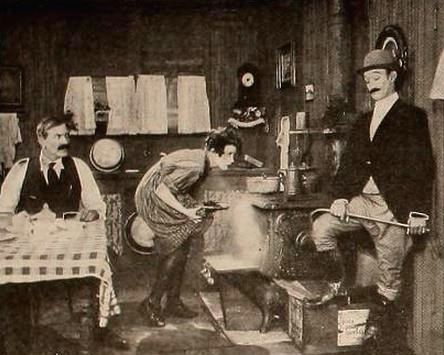
صحنه‌ای از فیلم پائین مزرعه (۱۹۲۰)

## سینما

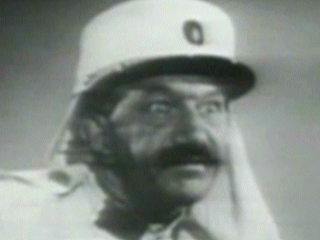
جیمز فینلیسون در صحنه‌ای از فیلم پرواز دو دیوانه (۱۹۳۹)

او در سال ۱۹۱۶ با ورود به لس آنجلس، در ابتدا در استودیوهای ال-کی‌او و توماس اچ. اینس شغلی در زمینه سینما پیدا کرد. در اکتبر ۱۹۱۹، او قراردادی را با شرکت کمدی مک سنت امضا کرد و در فیلم‌های کمدی متعددی که توسط مک سنت تهیه شده بود ظاهر شد، از جمله در قالب پلیس‌های کی‌استون.
در یک مقاله تبلیغاتیِ روزنامه، به‌مناسبت نخستین اکران فیلم پائین مزرعه در سال ۱۹۲۰ از فینلیسون به عنوان «بازیگر معتبر و مشهور بین‌المللی» یاد شده و در مورد بازیگری او نوشته‌اند: «شخصیت شرور فیلم – تلاقی میان یک دون ژوان ترک و یک رباخوار - با قدرتی کم‌نظیر و جدی بودنی خنده‌آور توسط جیمز فینلیسون نقش‌آفرینی شده‌است.»
او در فیلم‌هایی چون خبرنگار خارجی (۱۹۴۰)، بودن یا نبودن (۱۹۴۲) و عروسی سلطنتی (۱۹۵۱) هم نقش‌هایی ایفا نموده ولی نامش در عنوان‌بندی این فیلم‌ها نیامده است.

### استودیوهای هال روچ
در اواسط دهه ۱۹۲۰، زمانی که او برای استودیوهای هال روچ کار می‌کرد، روچ سعی کرد تا یک ستاره گران‌قیمت سینما از فینلیسون بسازد، اما تلاش‌هایش نامتمرکز بود و او هیچگاه مورد اقبال عموم قرار نگرفت. گام بعدی در سال ۱۹۲۷ و زمانی بود که نامش در «مجموعه کمدی آل استار» در کنار بازیگران کوشا و خوش‌آتیه‌ای چون استن لورل و اولیور هاردی، ادنا ماریون و دیگران قرار گرفت.  برخی استودیوها نام او را در کنار لورل و هاردی به صورت «کمدین‌های سه‌گانه مشهور» معرفی می‌کردند، اما لئو مک‌کری، تهیه‌کننده و کارگردان موفق استودیوی فیلم‌سازی روچ، استعداد و توانایی بالقوه زوج لورل و هاردی را تشخیص داد و شروع به بسط و تکوین شخصیت‌های آن‌ها و گسترش نقش‌هایشان در این راستا نمود. با آغاز پائیز ۱۹۲۸ میلادی، مجموعه فیلم‌های لورل و هاردی مبدل به تولید رسمی این استودیو شده بود، در حالی که «مجموعه کمدی آل استار» و نقش‌های پراهمیت فینلیسون رو به زوال و فراموشی بودند. با این وجود، همچنان «بسیاری او را به عنوان بخشی ضروری و جدایی‌ناپذیری از تیم کمدی لورل و هاردی» می‌دانستند.
در مجموع، فینلیسون در ۳۳ فیلم لورل و هاردی - معمولاً به عنوان یک شرور یا ضدقهرمان - نقش‌هایی را ایفا نمود که از آن میان می‌توان به کسب‌وکار حسابی و به‌سوی غرب اشاره نمود. علاوه بر آن، او پیش از به هم پیوستنِ استن لورل و اولیور هاردی در قالب یک تیم کمدی، در ۱۹ فیلم در کنار استن لورل و در پنج فیلم در مقابل اولیور هاردی هنرنمایی کرد. او همچنین در ده‌ها فیلم تهیه‌شده توسط استودیوی روچ، با چارلی چیس، گلن تراین، اسناب پالرد و بن تُـرپین و در چندین فیلم کوتاه از دارودسته ما، از جمله حریره و شیر ظاهر شد که در آن او و اسپنکی مک‌فارلند در یک مکالمه تلفنی، بگومگوی طنزآمیز و خنده‌داری دارند.

## زندگی خصوصی و مرگ
او در سال ۱۹۱۹ با امیلی کورا گیلبرت، شهروند آمریکایی اهل آیووا ازدواج کرد و در سال ۱۹۴۲ شهروندی ایالات متحده آمریکا را دریافت کرد.
بازیگر زن انگلیسی «استفانی اینسال» و فینلیسون سالیان متمادی و به‌طور منظم، با هم صبحانه می‌خوردند. در نتیجه وقتی در صبح روز ۹ اکتبر ۱۹۵۳، فینلیسون در زمانِ معمول، سرِ قرارِ صبحانه حاضر نشد، اینسال که می‌دانست او اخیراً به آنفولانزا مبتلا شده‌است، با نگرانی به خانه‌اش شتافت و در آنجا؛ با پیکر بی‌جان او روبرو شد. فینلیسون بر اثر سکته قلبی درگذشته بود و در زمان مرگ ۶۶ سال داشت.

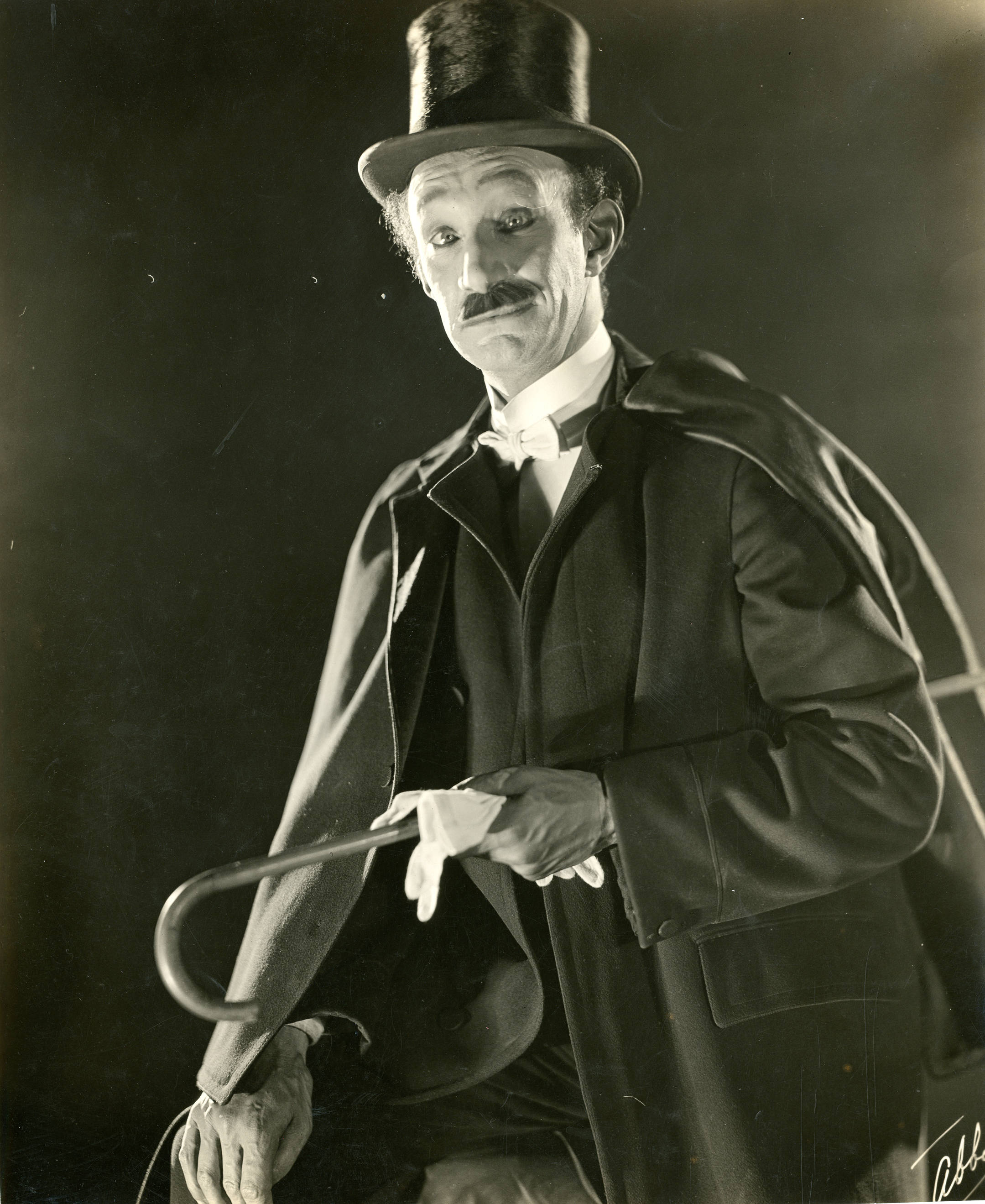
عکسی از فینلیسون در سال ۱۹۲۳

## میراث

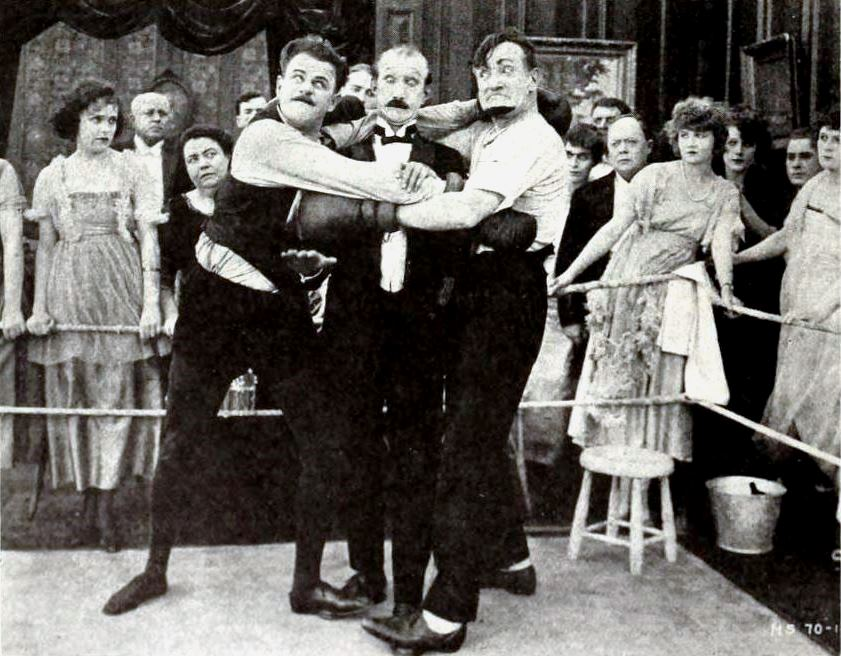
جیمز فینلیسون (وسط) در صحنه‌ای از فیلم کوتاه ضعیف نشو! (۱۹۲۰) در کنار چارلز ماری، فورد استرلینگ و هریت هموند

یکی از نمادهای خاصِ فینلیسون، یک «دوووووه!» بلند بود که او از آن، به‌عنوان حسن تعبیری برای واژهٔ «لعنتی!» استفاده می‌کرد. این تکیه‌کلام نیم قرن بعد، الهام‌بخش دن کستلانتا، صداپیشهٔ هومر سیمپسون شد. در طول جلسه ضبط صدا برای نمایش تریسی آلمن، به کستلانتا گفته بودند آنچه را که در فیلمنامه به صورت "غرغر یک فرد رنجیده و آزرده‌خاطر" نوشته شده بود، به نحوی بیان کند. او آن را به صورت «دوووووه!» اجرا کرد. مت گرینیگ حس کرد که اگر این تکیه‌کلام سریع‌تر بیان شود، با زمان‌بندی انیمیشن انطباق بهتری می‌یابد. سپس کستلانتا آن را کوتاه‌تر و سریع‌تر و به صورت «دوه!» ادا کرد.

### اثر هنری
جیمز (به نام "جیمی فینلیسون") یک قسمت اختصاصی برای خودش در بخش «تکیه‌کلام‌های ۱» در موزاییک‌های «فرش کمدی» (در مجاورت برج بلک‌پول) برای خود دارد که یک ستاره برجسته «دووووه!» هم در آن دیده می‌شود.
لوح یادبودی توسط «شورای فیلم اسکاتلند» به افتخار جیمز فینلیسون در «کتابخانهٔ بونِـس» در حاشیهٔ جشنواره فیلم‌های صامت هیپ‌فِـست ۲۰۱۹ به نمایش گذاشته شد.

### تصویرسازی
جیمز فینلیسون یکی از چندین هنرمندی است که توسط بازیگر انگلیسی تیموتی اسپال در فیلم «استنلی، مردی همه‌فن‌حریف» (۲۰۱۸) به تصویر کشیده شده‌است.
در فیلم زندگی‌نامه‌ای لورل و هاردی به نام استن و اُلی، فینلیسون در صحنه‌ای از فیلم به‌سوی غرب توسط بازیگر اسکاتلندی «کیث مک‌فرسون» به تصویر کشیده شده‌است.

### شعبه پسران صحرا
در سال ۲۰۱۹ یک «واحه» بین‌المللی از انجمن برادری پسران صحرا به نام «روابط ما» (چادر یا شعبه جیمز فینلیسون) توسط بستگان جیمز فینلیسون و برای خودشان در گلاسکو تشکیل شد.

## فیلم‌شناسی
| سال  | عنوان فیلم                   | نقش                        | توضیح                                                                       |
| ---- | ---------------------------- | -------------------------- | --------------------------------------------------------------------------- |
| ۱۹۱۹ | یانکی دودل در برلین          | افسر فرماندهی              | نامش در عنوان‌بندی نیامده                                                    |
| ۱۹۲۰ | پائین مزرعه                  | صراف شوخ                   | تهیه شده توسط مک سنت                                                        |
| ۱۹۲۰ | زندگی متأهلی                 | مرد                        |                                                                             |
| ۱۹۲۰ | ضعیف نشو!                    | داور مسابقه                | تهیه شده توسط مک سنت                                                        |
| ۱۹۲۰ | عشق، شرافت و سلوک            | هنرمند                     |                                                                             |
| ۱۹۲۱ | قهرمان یک شهر کوچک           | جی. ولینگتون جونز          | از کمدی‌های مک سنت؛ به همراه بن ترپین                                        |
| ۱۹۲۱ | استعداد خانگی                | بازیگر سرگردان             |                                                                             |
| ۱۹۲۲ | چهارراه‌های نیویورک           | وکیل                       |                                                                             |
| ۱۹۲۳ | صفیر ظهر                     | اوهالاهان، سرکارگر         | کوتاه، استودیوهای هال روچ، با استن لورل                                     |
| ۱۹۲۳ | بال‌های سپید                  | بیمار دندانپزشکی           | کوتاه، استودیوهای هال روچ، با استن لورل                                     |
| ۱۹۲۳ | بردار و بیل بزن              | سرکارگر                    | کوتاه، استودیوهای هال روچ، با استن لورل                                     |
| ۱۹۲۳ | پرتقال و لیمو                | کارگر                      | کوتاه، استودیوهای هال روچ، نامش در عنوان‌بندی نیامده؛ با استن لورل           |
| ۱۹۲۳ | هالیوود                      | در نقش خودش                | پارامونت پیکچرز                                                             |
| ۱۹۲۳ | مردی گرداگرد شهر             | هومکو، پلیس فروشگاه        | کوتاه، استودیوهای هال روچ، با استن لورل                                     |
| ۱۹۲۳ | خشن‌ترین چهره آفریقا          | ستوان هانس داون (لیتل باس) | کوتاه، استودیوهای هال روچ، با استن لورل                                     |
| ۱۹۲۳ | دل‌های منجمد                  | ژنرال ساپوویچ              | کوتاه، استودیوهای هال روچ، با استن لورل                                     |
| ۱۹۲۳ | حقیقت تمام و کمال            | وکیل مدافع                 | کوتاه، استودیوهای هال روچ، با استن لورل                                     |
| ۱۹۲۳ | جویندگان طلا                 | اسمکنامارا                 | کوتاه، استودیوهای هال روچ، با استن لورل                                     |
| ۱۹۲۳ | ماسه‌های سوزان                | جیمز                       | کوتاه، استودیوهای هال روچ، با استن لورل                                     |
| ۱۹۲۳ | شادی مادر                    | بارون باتون‌تاپ             | کوتاه، استودیوهای هال روچ، با استن لورل                                     |
| ۱۹۲۴ | اسمیتی                       | گروهبان                    | کوتاه، استودیوهای هال روچ، با استن لورل                                     |
| ۱۹۲۴ | هزینه پست                    | بازرس ادارهٔ پست            | کوتاه، استودیوهای هال روچ، با استن لورل                                     |
| ۱۹۲۴ | زب در مقابل پاپریکا          | مربی                       | کوتاه، استودیوهای هال روچ، با استن لورل                                     |
| ۱۹۲۴ | داداش‌های زیر چانه‌ای          |                            | کوتاه، استودیوهای هال روچ، با استن لورل                                     |
| ۱۹۲۴ | فضاهای کاملاً باز             | جم مک‌کوئین                 | کوتاه، استودیوهای هال روچ، با استن لورل                                     |
| ۱۹۲۴ | روپرت اهل هی ها              | روپرت                      | کوتاه، استودیوهای هال روچ، با استن لورل                                     |
| ۱۹۲۴ | نمایندهٔ ما در کنگره          | مهمانِ مراسم شام            | کوتاه، استودیوهای هال روچ، با استن لورل                                     |
| ۱۹۲۴ | دامن‌های اسکاتلندی کوتاه      | پسر مک‌گرگور                | کوتاه، استودیوهای هال روچ، با استن لورل                                     |
| ۱۹۲۴ | نزدیک دوبلین                 | تاجر آجر                   | کوتاه، استودیوهای هال روچ، با استن لورل                                     |
| ۱۹۲۵ | ماه عسل نفرین‌شده             |                            | کوتاه، استودیوهای هال روچ                                                   |
| ۱۹۲۵ | شوهران بی‌گناه                | منشی                       | کوتاه، استودیوهای هال روچ، با چارلی چیس                                     |
| ۱۹۲۵ | به خانه خوش آمدی             | نقش خرد                    |                                                                             |
| ۱۹۲۵ | آره، آره، نانت               | هیلوری، شوهر جدید          | کوتاه، استودیوهای هال روچ، با اولیور هاردی                                  |
| ۱۹۲۶ | مادام میستری                 | نویسندهٔ وامانده            | کوتاه، استودیوهای هال روچ، با ثیدا بارا                                     |
| ۱۹۲۶ | باباهای گیج                  | جاناتان هیگ                | کوتاه، استودیوهای هال روچ                                                   |
| ۱۹۲۶ | رام‌کنندگان زن                | گارسون                     | کوتاه، استودیوهای هال روچ، با لیونل باریمور و گرترود آستور                  |
| ۱۹۲۶ | شیوخ یوکللی                  |                            | کوتاه، استودیوهای هال روچ. با گلن تراین و ویوین اوکلند                      |
| ۱۹۲۶ | کک‌های جنجال‌آفرین             | دادرس محلی                 | کوتاه، استودیوهای هال روچ، با اولیور هاردی و چارلی چیس                      |
| ۱۹۲۶ | رگدی رز                      | سیمپسون اسنیفل             | کوتاه، استودیوهای هال روچ، با میبل نورماند                                  |
| ۱۹۲۷ | جهانگردی                     | معلم                       | کوتاه، استودیوهای هال روچ، از فیم‌های دارودسته ما                            |
| ۱۹۲۷ | متأهل یک‌ساعته                |                            | کوتاه، استودیوهای هال روچ، با میبل نورماند                                  |
| ۱۹۲۷ | آقای باگز محترم              |                            | کوتاه، استودیوهای هال روچ، با اولیور هاردی                                  |
| ۱۹۲۷ | صد سال دوم                   | فرماندار                   | کوتاه، استودیوهای هال روچ، با لورل و هاردی                                  |
| ۱۹۲۷ | قانون هیچ‌کس                  | جک بلچر                    | استودیوهای هال روچ، با اولیور هاردی                                         |
| ۱۹۲۷ | عاشقی کن و اشک بریز          | تیتوس تیلبری               | کوتاه استودیوهای هال روچ؛ با لورل و هاردی                                   |
| ۱۹۲۷ | با عشق و نارضایتی            | کاپیتان باستل              | کوتاه استودیوهای هال روچ؛ با لورل و هاردی                                   |
| ۱۹۲۷ | آیا کارآگاهان فکر می‌کنند؟    | قاضی فوزل                  | کوتاه، استودیوهای هال روچ، با لورل و هاردی                                  |
| ۱۹۲۸ | بهشت مجردها                  | پت مالون                   | تیفانی پیکچرز                                                               |
| ۱۹۲۸ | شب بانوان در حمام            | پا اسلوکام                 | فرست نشنال                                                                  |
| ۱۹۲۸ | خوش‌اخلاق باش بانو            | ترلاونی وست                | فرست نشنال                                                                  |
| ۱۹۲۸ | شوگرل                        | آقای دوگان                 | فرست نشنال                                                                  |
| ۱۹۲۹ | آزادی                        | نگهبان فروشگاه             | کوتاه، استودیوهای هال روچ، با لورل و هاردی                                  |
| ۱۹۲۹ | کسب‌وکار حسابی                | صاحب خانه                  | کوتاه، استودیوهای هال روچ، با لورل و هاردی                                  |
| ۱۹۲۹ | دو هفته مرخصی                | پا ویور                    |                                                                             |
| ۱۹۲۹ | دست‌نیافتنی                   | پا مارتین                  | فرست نشنال                                                                  |
| ۱۹۲۹ | وال استریت                   | اندی                       |                                                                             |
| ۱۹۳۰ | شب‌زنده‌داران                  | میدوز، خدمتکار             | کوتاه، استودیوهای هال روچ، با لورل و هاردی                                  |
| ۱۹۳۰ | عقاب‌های جوان                 | اسکاتی                     |                                                                             |
| ۱۹۳۰ | پرواز شناسایی                | گروهبان                    |                                                                             |
| ۱۹۳۰ | برای اثبات بی‌گناهی           | پاروت                      |                                                                             |
| ۱۹۳۰ | شاهزادهٔ دلار                 |                            |                                                                             |
| ۱۹۳۰ | جویندگان طلا                 |                            |                                                                             |
| ۱۹۳۰ | پاها به جلو                  | نقاش                       | نامش در عنوان‌بندی نیامده                                                    |
| ۱۹۳۰ | یک افتضاح حسابی              | سرهنگ باک شات              | کوتاه، استودیوهای هال روچ، نامش در عنوان‌بندی نیامده، با لورل و هاردی        |
| ۱۹۳۱ | پیامدهای کارهای گذشته        | خدمتکار                    | کوتاه، استودیوهای هال روچ، نامش در عنوان‌بندی نیامده، با لورل و هاردی        |
| ۱۹۳۱ | سیاست                        | خدمتکار                    |                                                                             |
| ۱۹۳۱ | لباس راحت ساحلی              |                            | محصول آرکی‌او پیکچرز به کارگردانی راسکو آرباکل (با نام مستعار ویلیام گودریچ) |
| ۱۹۳۱ | همسر ما                      | پدر دولسه                  | کوتاه، استودیوهای هال روچ، نامش در عنوان‌بندی نیامده، با لورل و هاردی        |
| ۱۹۳۱ | ما را ببخشید                 | معلم                       | استودیوهای هال روچ، با لورل و هاردی                                         |
| ۱۹۳۱ | یک عمل نیک                   | بازیگر                     | کوتاه، استودیوهای هال روچ، با لورل و هاردی                                  |
| ۱۹۳۱ | ازدواج عجولانه               | پدر کیتی                   | کوتاه، استودیوهای هال روچ، با چارلی چیس                                     |
| ۱۹۳۲ | تندر درون                    | اسکاتی                     |                                                                             |
| ۱۹۳۲ | زحمت را کم کن                | ژنرال                      | کوتاه، استودیوهای هال روچ، با لورل و هاردی                                  |
| ۱۹۳۲ | دو شوالیه بدون ترس و سرزنش   | فیلم کوتاه                 |                                                                             |
| ۱۹۳۳ | من و رفیقم                   | پیتر کیوکمبر               | کوتاه، استودیوهای هال روچ، با لورل و هاردی                                  |
| ۱۹۳۳ | خوشگذرانی بی سروصدای او      | در نقش خودش                | کوتاه، استودیوهای هال روچ، با چارلی چیس                                     |
| ۱۹۳۳ | برادر شیطان                  | لرد راکبرگ                 | کوتاه، استودیوهای هال روچ، با لورل و هاردی                                  |
| ۱۹۳۳ | حریره و شیر                  | آقای براون، بانکدار        | کوتاه، استودیوهای هال روچ، از فیلم‌های دارودسته ما                           |
| ۱۹۳۴ | دردسر در فروشگاه             | نگهبان (نقش اصلی)          | (کمدی کوتاه بریتانیایی)، برادران وارنر                                      |
| ۱۹۳۴ | دختر دارای مال و منال        | نقش خرد                    | نامش در عنوان‌بندی نیامده                                                    |
| ۱۹۳۴ | وای دکتر نه!                 | اکسمینستر                  |                                                                             |
| ۱۹۳۴ | دیک تورپین                   | جرمی                       |                                                                             |
| ۱۹۳۴ | نه و چهل و پنج دقیقه         | پاسبان پلیس دویل           |                                                                             |
| ۱۹۳۴ | چه بلایی بر سر هارکنس آمد؟   | پاسبان پلیس گالون          |                                                                             |
| ۱۹۳۴ | پدر و پسر                    | بیلداد                     |                                                                             |
| ۱۹۳۴ | کسب‌وکار حسابی                | پاسبان پلیس                |                                                                             |
| ۱۹۳۵ | غلیظ‌تر از آب                 | آقای فینلیسون              | کوتاه، استودیوهای هال روچ، با لورل و هاردی                                  |
| ۱۹۳۵ | با احتیاط جابه‌جا کنید        | جیمی                       |                                                                             |
| ۱۹۳۵ | بابات کیه؟                   |                            | نامش در عنوان‌بندی نیامده                                                    |
| ۱۹۳۵ | بانی اسکاتلند                | گروهبان یکم فینلیوسون      | استودیوهای هال روچ، با لورل و هاردی                                         |
| ۱۹۳۵ | دوز و کلک در منهتن           | پدر جویس                   | کوتاه، استودیوهای هال روچ، با چارلی چیس                                     |
| ۱۹۳۵ | زندگی در ۴۰ سالگی درنگ می‌کند | دکتر فینلیسون              | کوتاه، استودیوهای هال روچ، با چارلی چیس                                     |
| ۱۹۳۶ | دختر کولی                    | فین، رئیس نگهبانان         | استودیوهای هال روچ، با لورل و هاردی                                         |
| ۱۹۳۶ | روابط ما                     | فین، مهندس اصلی            | استودیوهای هال روچ، با لورل و هاردی                                         |
| ۱۹۳۷ | به‌سوی غرب                    | میکی فین                   | استودیوهای هال روچ، با لورل و هاردی                                         |
| ۱۹۳۷ | ستاره‌ای انتخاب کن            | کارگردان                   | مترو گلدوین مایر                                                            |
| ۱۹۳۷ | شهره شهر نیویورک             | مخترع کلاه جادوگری         | نامش در عنوان‌بندی نیامده                                                    |
| ۱۹۳۷ | در گرداگرد شهر               | مک‌دوگال                    |                                                                             |
| ۱۹۳۷ | از این طرف لطفاً              | پلیس                       | نامش در عنوان‌بندی نیامده                                                    |
| ۱۹۳۷ | فرشته                        | خدمتکار دوم بارکر          | نامش در عنوان‌بندی نیامده                                                    |
| ۱۹۳۷ | دختر دانا                    | زندانیان                   | نامش در عنوان‌بندی نیامده، رادیو آرکی‌ئو                                      |
| ۱۹۳۸ | کله‌پوک‌ها                     | مرد ایستاده روی راه‌پله     | استودیوهای هال روچ، با لورل و هاردی                                         |
| ۱۹۳۸ | سبکبار و بی‌خیال              | مردی در زمین گلف           | نامش در عنوان‌بندی نیامده، آرکی‌ئو پیکچرز، با فرد آستر و جینجر راجرز          |
| ۱۹۳۹ | ماجرای پرشور هالیوود         | در نقش خودش                | استودیوهای قرن بیستم                                                        |
| ۱۹۳۹ | پرواز دو دیوانه              | زندانبان                   | آرکی‌ئو پیکچرز، با لورل و هاردی                                              |
| ۱۹۳۹ | رافلز                        | راننده تاکسی خوش‌تیپ        | نامش در عنوان‌بندی نیامده، یونایتد آرتیستس                                   |
| ۱۹۳۹ | ویکتور هربرت بزرگ            | متصدی چراغ‌های خیابان       |                                                                             |
| ۱۹۳۹ | ساده‌لوح در آکسفورد           | بالدی واندور               | استودیوهای هال روچ، با لورل و هاردی                                         |
| ۱۹۴۰ | نخاله‌ها در دریا              | دکتر جی.اچ. فینلیسون       | استودیوهای هال روچ، با لورل و هاردی                                         |
| ۱۹۴۰ | خبرنگار خارجی                | دهقان هلندی                | نامش در عنوان‌بندی نیامده، یونایتد آرتیستس                                   |
| ۱۹۴۱ | دختر نجیب؟                   | لوفر در ایستگاه قطار       | نامش در عنوان‌بندی نیامده                                                    |
| ۱۹۴۱ | شبی در لیسبون                | قراول حمله هوایی           | نامش در عنوان‌بندی نیامده                                                    |
| ۱۹۴۱ | شراب نو                      | نقش خرد                    | نامش در عنوان‌بندی نیامده                                                    |
| ۱۹۴۲ | بودن یا نبودن                | کشاورز اسکاتلندی           | نامش در عنوان‌بندی نیامده، یونایتد آرتیستس                                   |
| ۱۹۴۲ | بجنبید سربازها!              | کوک فلین                   | نامش در عنوان‌بندی نیامده                                                    |
| ۱۹۴۶ | دو خواهر اهل بوستون          | رفتگر                      | نامش در عنوان‌بندی نیامده                                                    |
| ۱۹۴۶ | گرگ‌نمای لندن                 | پاسبان                     | نامش در عنوان‌بندی نیامده                                                    |
| ۱۹۴۶ | تا زمانی که ابرها کنار بروند | فروشنده آب نبات            | نامش در عنوان‌بندی نیامده                                                    |
| ۱۹۴۷ | تندر در میانکوه              | قاضی دادگاه                | نامش در عنوان‌بندی نیامده                                                    |
| ۱۹۴۷ | مخاطرات پائولین              | سرآشپز طناز                | پارامونت پیکچرز                                                             |
| ۱۹۴۸ | کارهای ناشایست جولیا         | مأمور جمع‌آوری صورتحساب     | نامش در عنوان‌بندی نیامده، مترو گلدوین مایر                                  |
| ۱۹۴۸ | مسیر گرند کنیون              | کلانتر                     |                                                                             |
| ۱۹۴۸ | تپه‌های وطن                   | نقش خرد                    | نامش در عنوان‌بندی نیامده                                                    |
| ۱۹۴۹ | چالشی برای لسی               | خبرنگار روزنامه            | نامش در عنوان‌بندی نیامده، مترو گلدوین مایر                                  |
| ۱۹۵۱ | داماد وارد می‌شود             | ملوان مست / مهمان عروسی    | نامش در عنوان‌بندی نیامده، پارامونت پیکچرز                                   |
| ۱۹۵۱ | عروسی سلطنتی                 | راننده تاکسی               | نامش در عنوان‌بندی نیامده، مترو گلدوین مایر                                  |